# Baikuris mirabilis
Baikuris mirabilis är en myrart som beskrevs av Gennady M. Dlussky 1987. Baikuris mirabilis ingår i släktet Baikuris och familjen myror. Inga underarter finns listade.